# 朗德湖公園 (伊利諾伊州)
朗德湖公園（英語：Round Lake Park）是位於美國伊利諾伊州萊克縣的一個村落。

## 地理
朗德湖公園的座標為42°20′37″N 88°04′45″W / 42.34361°N 88.07917°W，而該地最高點為海拔高度241米（即791英尺）。

## 人口
根據2010年美國人口普查的數據，朗德湖公園的面積為5.86平方千米，當中陸地面積為5.36平方千米，而水域面積為0.50平方千米。當地共有人口7505人，而人口密度為每平方千米1,280人。